# USS LST-1093
O USS LST-1093 foi um navio de guerra norte-americano da classe LST que operou durante a Segunda Guerra Mundial.